# 성남동초등학교
성남동초등학교는 대한민국 경기도 성남시 중원구에 있는 공립 초등학교이다.

## 연혁
- 1977년 12월 30일 성남동국민학교 설립인가
- 1981년 3월 5일 병설유치원 개원(1학급)
- 1996년 3월 1일 성남동초등학교로 개칭
- 2000년 2월 15일 제17회 졸업 (144명)
- 2000년 3월 1일 제대 김경숙교장 부임
- 2001년 3월 5일 39학급 편성 (1752명)병설 유치원 2학급 편성
- 2002년 2월 21일 제19회 졸업(247)
- 2002년 3월 5일 39학급 편성 (1694명)병설 유치원 2학급 편성
- 2002년 9월 1일 제8대 김정애교장 부임
- 2003년 2월 17일 제20회 졸업 (252명)
- 2003년 3월 5일 37학급 편성(1610명) 병설유치원 2학급 편성
- 2004년 2월 14일 제21회 졸업(242명)
- 2004년 3월 2일 37학급 편성(1542명)병설유치원 2학급 편성
- 2005년 2월 18일 제22회 졸업(312명)
- 2005년 3월 1일 제9대 박남례 교장 부임
- 2005년 3월 1일 36학급 편성(1414명)
- 2006년 2월 10일 제23회 졸업(229명)
- 2006년 3월 1일 34학급 편성(1131명)
- 2007년 2월 14일 제24회 졸업(236명)
- 2007년 3월 1일 제10대 조창현 교장 부임
- 2008년 2월 19일 제25회 졸업(221명)
- 2008년 3월 1일 35학급 편성(1288명)
- 2009년 2월 13일 제26회 졸업(224명)
- 2009년 3월 1일 31학급 편성(1051명) 특수학급 1학급 편성
- 2009년 9월 1일 제11대 윤혜식 교장 부임
- 2010년 3월 1일 31학급 편성(984명) 특수학급 1학급 편성
- 2010년 11월 11일 햇살관 개관
- 2011년 2월 11일 제28회 졸업(182명)
- 2011년 3월 1일 29학급 편성(906명) 특수학급 1학급 편성 병설유치원 2학급 편성
- 2012년 2월 15일 제29회 졸업(누계 : 10,662명)
- 2012년 3월 1일 28학급 편성(865명), 특수학급 2학급 편성 병설유치원 2학급 편성
- 2012년 9월 1일 제12대 박석은 교장 부임
- 2013년 2월 15일 제30대 졸업(누계 : 10,840명)
- 2013년 3월 1일 초등 27학급, 유치원 2학급, 특수 2학급 편성
- 2014년 3월 2일 초등 25학급, 유치원 2학급, 특수 2학급 편성

## 같이 보기
- 중부초등학교